# Mila Haugová
Mila Haugová, pseudonym Mila Srnková (* 14. června 1942 Budapešť) je slovenská básnířka, spisovatelka a překladatelka.

## Životopis
Vystudovala Vysokou školu zemědělskou v Nitře a pracovala jako agronomka, později jako učitelka. V roce 1972 se přestěhovala do Bratislavy, v letech 1986–1996 pracovala jako redaktorka v časopisu Romboid. V současnosti žije v Bratislavě.

## Tvorba
Svá první díla začala uveřejňovat v roce 1976 v časopise Nové slovo, knižně debutovala v roce 1980 sbírkou básní Hrdzavá hlina. Ve svých dílech zachycuje každodenní události, tragické okamžiky blízkých lidí, partnerské vztahy, jejich křehkost a případný rozpad. Část její tvorby je ovlivněna malbami jejího životního druha Petra Ondreičky. Stala sa poetkou kultivovaného tvaru, zaměřovala se na jednoznačně ženskou poezii plnou vyjádřených citů i za cenu, že tím stupňuje zranitelnost a křehkost člověka. Kromě vlastní literární tvorby se také věnuje překladům.

## Dílo
- 1980 Hrdzavá hlina (vyšlo pod pseudonymem)
- 1983 Premenlivý povrch
- 1984 Možná neha
- 1990 Čisté dni
- 1991 Praláska
- 1993 Nostalgia
- 1995 Dáma s jednorožcom
- 1996 Alfa Centauri
- 1999 Krídlatá žena
- 2001 Atlas piesku
- 2001 Genotext
- 2004 Zavretá záhrada (reči)
- 2005 Archívy tela
- 2005 Target(s)TERČE
- 2006 Orfea alebo zimný priesmyk
- 2007 Rastlina so snom: vertikála
- 2008 Biele rukopisy